# Ломы (Вяземский район)
Ломы — деревня в Вяземском районе Смоленской области России. Входит в состав Хмелитского сельского поселения. Население — 11 жителей (2007). 
Расположена в восточной части области в 27 км к северо-западу от Вязьмы, в 20 км западнее автодороги Р134 «Старая Смоленская дорога» Смоленск — Дорогобуж — Вязьма — Зубцов, на берегу реки Халхита. В 23 км восточнее деревни расположена железнодорожная станция Касня на линии Вязьма — Ржев. 

## История
В годы Великой Отечественной войны деревня была оккупирована гитлеровскими войсками в октябре 1941 года, освобождена в марте 1943 года. 